# São João da Serra (Oliveira de Frades)
São João da Serra is een plaats (freguesia) in de Portugese gemeente Oliveira de Frades en telt 643 inwoners (2001).